# Sazikow
Sazikow, ros. Сазиковы, eng. Sasikov. Firma i pracownia złotnicza i jubilerska czynna w Rosji.  
Firma złotnicza Sazikow należała do najstarszych w Rosji, została założona w Moskwie w 1793 roku przez Pawła Sazikowa, który był złotnikiem, grawerem i jubilerem. 
Pracownię Pawła przejęli po nim jego spadkobiercy: syn Ignacy Pawłowicz Sazikow, wnuki Paweł i Walenty, wdowa Walentyna i jej syn Paweł. 
Ignacy Pawłowicz Sazikow był jednym z najzdolniejszych rosyjskich jubilerów XIX wieku. Urodził się w roku 1793. Zmarł w roku 1868. W latach 1830–1868 był właścicielem wytwórni złotych i srebrnych wyrobów artystycznych. W roku 1837 Sazikow został uhonorowany tytułem Jubilera Dworu („przydworskiego twórcy jubilera i złotnika”) cesarza Mikołaja I. W roku 1845 przy wytwórni działała szkoła, w której uczyło się na złotników około 80 uczniów.
Pracownia i salon handlowy formy Sazikow w Petersburgu został utworzony dopiero w roku 1846 i kierował nim Ignacy Pawłowicz (ur. 1793). 
Firma Sazikowa brała udział w wielu światowych i rosyjskich wystawach. W roku 1849 firma otrzymała srebrny medal na wystawie w Petersburgu, a w 1851 roku przedsiębiorstwo Sazikowa wzięło udział w wystawie światowej w Londynie. Ignacy Sazikow współpracował z licznymi artystami, zatrudniał ich do projektowania i modelowania. W roku 1843 Sazikow zainstalował pierwszą w Rosji wytłaczarkę do wyrobów jubilerskich. 
Sławę firmy ugruntowały wielkie zamówienia na wyroby złotnicze. Paweł Ignatowicz zrealizował słynne zamówienie dla cerkwi św. Izaaka na przedmioty kultu wykonane według rysunków dawnych dzieł ruskich. Styl tych przedmiotów wykonanych przez firmę Sazikow uchodzi za jeden z najznakomitszych przykładów stylu neoruskiego w złotnictwie. 
W roku 1881 moskiewski oddział przedstawił do oznakowania 58 pudów srebrnych wyrobów. Roczny obrót firmy w Moskwie w tym roku wyniósł 127 tysięcy rubli. Zatrudnionych było 46 pracowników. Oddział w Petersburgu przedstawił do oznakowania 67 pudów srebrnych wyrobów, głównie sreber stołowych i przedmiotów liturgicznych. Roczny obrót w tym oddziale wyniósł 37 tysięcy rubli. Zatrudnionych było w nim 74 pracowników. 